# Radius
Als Radius (aus lateinisch radius, wörtlich „Stab“, „Speiche“ oder „Strahl“) oder auch Halbmesser wird in der Geometrie der Abstand zwischen dem Mittelpunkt M eines Kreises und der Kreislinie bezeichnet. Allgemeiner heißt auch bei einer dreidimensionalen Kugel oder einer {\displaystyle n}-dimensionalen Sphäre der Abstand zwischen Mittelpunkt und Kugelfläche bzw. Sphäre so. Oft wird auch eine Strecke, die den Mittelpunkt eines Kreises mit der Kreislinie verbindet, als Radius bezeichnet. Ihre Länge ist dann der Radius in allgemeiner Bedeutung. Die Richtung entlang dieser Strecke, also von der Mitte des Kreises bzw. einer Kugel strahlenförmig nach außen, heißt radial.
Verallgemeinert besitzt jedes geometrische Objekt mit einem kreisförmigen Querschnitt oder einer kreisförmigen Grundfläche einen Radius, also auch ein Zylinder oder ein Kegel.

## Geometrie

M = Mittelpunkt
r = Radius
d = Durchmesser

Der Radius r entspricht dem halben Durchmesser d.
{\displaystyle r={\frac {d}{2}}}.
Zum Kreisumfang U verhält sich der Radius wie folgt:
{\displaystyle r={\frac {U}{2\pi }}}.
Zur Kreisfläche A verhält sich der Radius wie folgt:
{\displaystyle r={\sqrt {\frac {A}{\pi }}}}.

## Astronomie
In der Astronomie ist der Radius eine Messgröße. Der Radius eines annähernd kugelförmigen  Objekts ist eine Kennzahl für einen typischen Abstandswert von dessen Mittelpunkt zu dessen Grenzfläche. Bei ungenügenden Beobachtungsdaten kann vereinfacht der geometrische Radius einer gleichvolumigen perfekten Kugel angenommen werden. Die Grenzfläche ist nur bei wenigen Typen von astronomischen Objekten eindeutig definiert, beispielsweise bei atmosphärelosen Gesteinsplaneten im Vergleich zu Sternen. Bei den meisten Objekten muss die der Radiusangabe zugrundeliegende Grenzfläche anhand anderer physikalischer Parameter wie der Opazität definiert werden, d. h. gemäß dem undurchsichtigen Teil eines gasförmigen Himmelskörpers. Je nach Grenzflächendefinition können für ein Objekt verschiedene Radien angegeben werden.
Ähnlich kann für scheibenförmige Objekte mit einer definierten Umfanglinie ein Radius angegeben werden, beispielsweise für Galaxien oder Planetenringsysteme.
Der Radius ist ein Messwert, wenn die Entfernung des Objekts bekannt ist und dessen scheinbare Größe hinreichend genau gemessen werden kann. Dies ist beispielsweise für die größeren Objekte des Sonnensystems und für zahlreiche Galaxien der Fall. Ansonsten kann für viele Objekte ein Radius aus anderen gemessenen Werten hergeleitet werden (beispielsweise bei Sternen aus Entfernung, Helligkeit und spektraler Zusammensetzung des Lichts, oder bei Exoplaneten u. a. aus der Abschwächung des Zentralstern-Lichts bei einem Transit).